# Walchwil

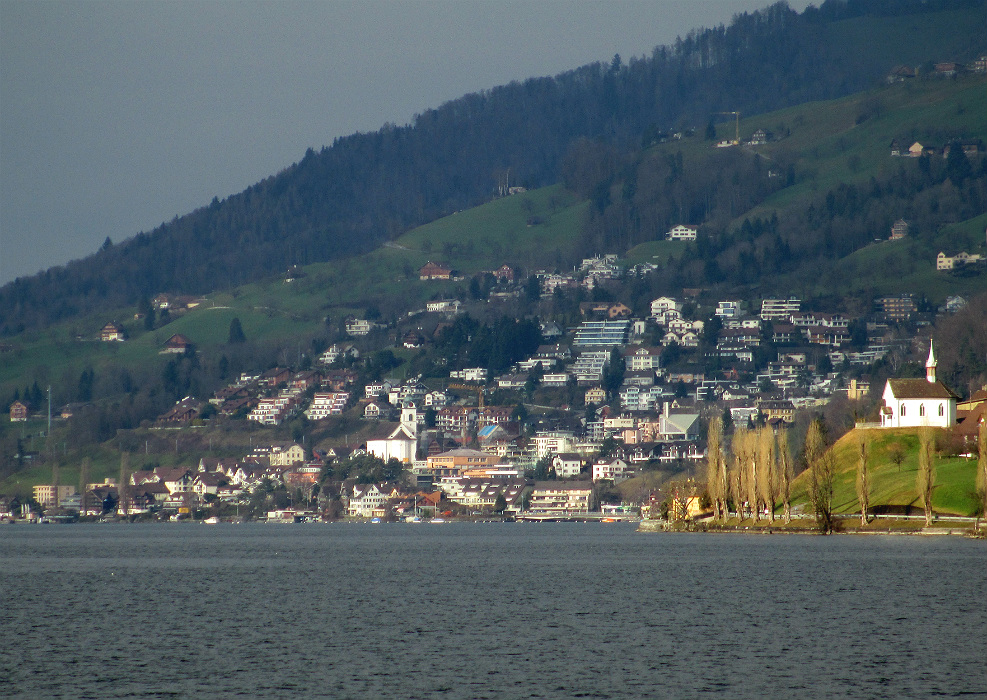
Walchwil am Zugersee

Walchwil, historisches Luftbild von 1919, aufgenommen von Walter Mittelholzer

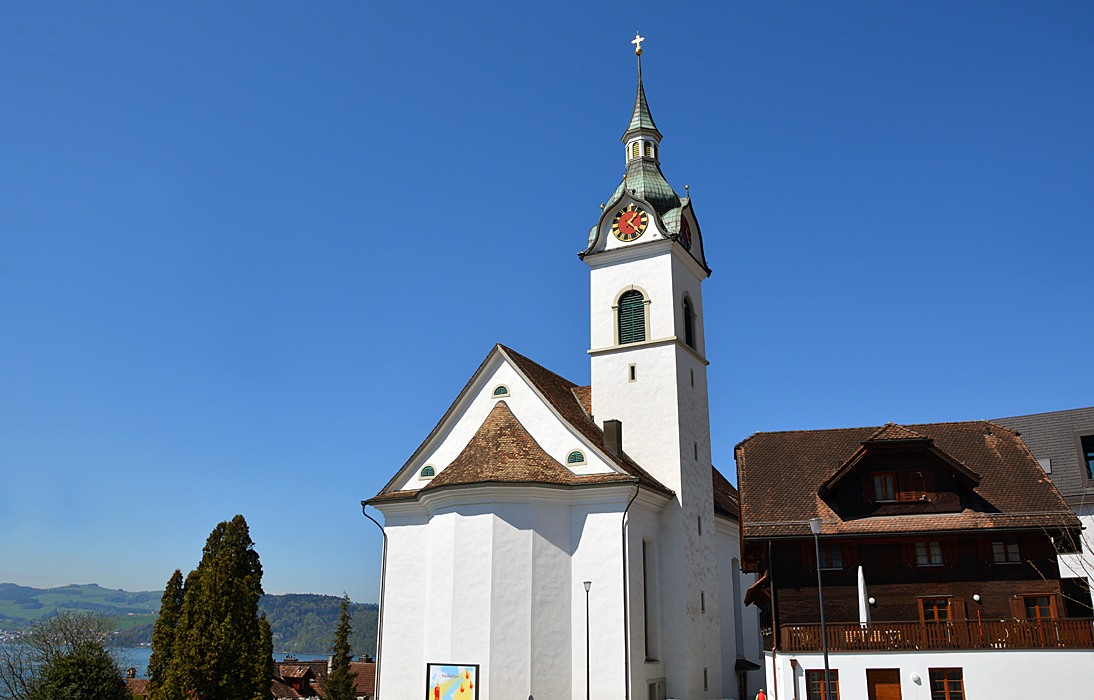
Dorfzentrum mit Pfarrkirche St. Johannes der Täufer

Walchwil ist eine politische Gemeinde des Kantons Zug in der Schweiz.

## Geografie
Die Gemeinde Walchwil liegt eingebettet am östlichen Ufer des Zugersees (440 m ü. M.) am Südhang des Zugerbergs (1000 m ü. M.), in der Zentralschweiz, im Schweizer Mittelland.
Die Fläche des 15,9 km² grossen Gemeindegebiets umfasst einen Abschnitt am Ostufer des Zugersees, am Übergang vom Schweizer Mittelland zur voralpinen Hügellandschaft. Walchwil grenzt im Norden an die Kantonshauptstadt Zug, im Osten an die Gemeinde Unterägeri und im Süden an die Gemeinde Arth im Kanton Schwyz. Die Wasserfläche Walchwils grenzt im Westen an diejenige der Gemeinden Immensee im Kanton Schwyz und Meierskappel im Kanton Luzern. Im Zugersee findet sich ein Dreikantonseck (Luzern, Schwyz und Zug) ().
Daten:
- Tiefster Punkt: 413 m ü. M. (Seespiegel)
- Höchster Punkt: 1204 m ü. M. (Hagegg)
- Gesamtfläche 1350 ha

Walchwil liegt geschützt am Hang zwischen dem Zugerberg und Rossberg. Aufgrund dessen wird Walchwil häufig als «Zuger Riviera» oder das «zugerische Nizza» bezeichnet. Als grosse Spezialität gedeihen in Walchwil vorzügliche Edelkastanien, Feigen, Kiwis und Trauben. Bekannt ist Walchwil auch für die vielen Obst-, insbesondere Kirschbäume, aus welchen der bekannte Zuger Kirsch hergestellt wird.

## Politik
Gemeinderat
Der Gemeinderat ist die Exekutive der Gemeinde Walchwil. Ihm gehören 5 Mitglieder an, deren Zusammenstellung sich folgendermassen gestaltet (gültig ab 1. Januar 2023):
- Die Mitte: 2 Sitze
- FDP: 1 Sitz
- SVP: 2 Sitze

Gemeindepräsident ist Stefan Hermann (Die Mitte).
| Name            | Partei    | Funktion          | Dikasterium                       |
| --------------- | --------- | ----------------- | --------------------------------- |
| Stefan Hermann  | Die Mitte | Gemeindepräsident | Präsidiales/Finanzen              |
| Manuel Studer   | Die Mitte | Gemeinderat       | Bildung/Kultur und Schulpräsident |
| Willy Portmann  | SVP       | Gemeinderätin     | Infrastruktur/Sicherheit          |
| Caroline Schmid | SVP       | Gemeinderätin     | Soziales/Gesundheit               |
| René Peyer      | FDP       | Gemeinderat       | Bau/Planung                       |

Parteien
Als Parteien sind in Walchwil organisiert:
- Sozialdemokratische Partei der Schweiz (SP) – Sektion Walchwil
- Die Mitte – Sektion Walchwil
- FDP Die Liberalen – Sektion Walchwil
- Schweizerische Volkspartei (SVP) – Sektion Walchwil

Kantonsrat
Die Gemeinde Walchwil stellt zwei Vertreter des 80-köpfigen Zuger Kantonsrates:
- Peter Rust jun. (Die Mitte)
- Christophe Lanz (FDP)

Regierungsrat
Die Gemeinde Walchwil stellt mit Florian Weber (FDP) in der aktuellen Legislaturperiode einen Regierungsrat.

## Wappen
Das Walchwiler Gemeindewappen besteht aus einer grünen Tanne. An dieser Tanne hängen sechs rote Tannenzapfen. Diese repräsentieren die sechs alten Geschlechter Hürlimann, Rust, Müller, Enzler, Roth und Röllin der Gemeinde Walchwil.

## Verkehr

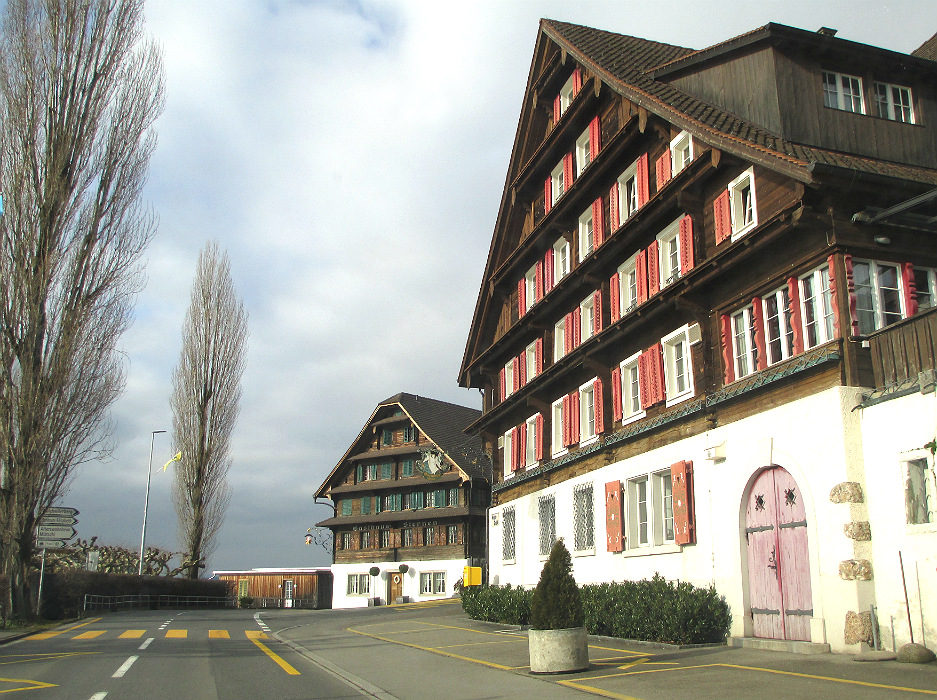
Historische Häuser an der Artherstrasse

### Strassenverkehr
Walchwil liegt an der Hauptstrasse H25. Der Autobahnanschluss der A4 in Arth-Goldau ist wenige Kilometer von Walchwil entfernt. Das Dorf ist mehrheitlich eingeteilt in die Vorderbergstrasse (Nordseite) und die Hinterbergstrasse (Südseite). Die Forchwaldstrasse verläuft zwischen den zwei Strassen. Am 15. Oktober 2018 wurde die Oberdorfstrasse eröffnet, welche als Nordzufahrt dient und den Verkehr im Dorfkern entlasten soll.

### Öffentlicher Verkehr
Eisenbahn
Der Bahnhof Walchwil wird halbstündlich von der Linie S2 der Stadtbahn Zug (Zug – Arth-Goldau – Brunnen – Erstfeld) bedient. Im Jahr 2010 wurde die Haltestelle Walchwil Hörndli am Hörndlirain eröffnet. Sie wird von der S2 bedient, welche seither zwischen Walchwil und Baar Lindenpark halbstündlich, nach Erstfeld im Stundentakt verkehrt.
Vom 19. Juni 2019 bis Dezember 2020 war die Bahnstrecke zwischen Zug und Arth-Goldau wegen Bauarbeiten gesperrt.
Busverkehr
Walchwil wird von zwei Linien der Zugerland Verkehrsbetriebe bedient. Die Linie 605 verbindet Walchwil mit der Stadt Zug. Montags bis freitags verkehrt jeweils am Morgen und am Abend ein Ortsbus Rundkurs (Linie 626).

## Dorf- und Vereinsleben
Walchwil verfügt über ein aktives Dorf- und Vereinsleben. So sind in Walchwil gegen 35 Vereine aktiv.

### Musikalische Vereine

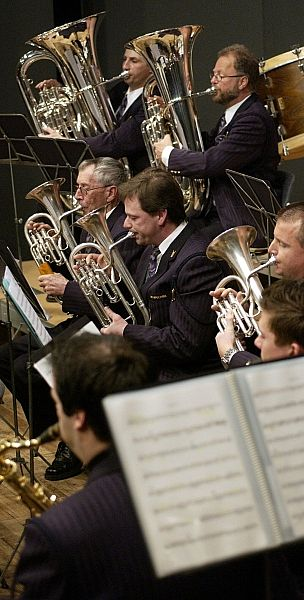
Die Musikgesellschaft an ihrem alljährlichen Konzert

Der Jodlerklub «Edelweiss» und die Alphornbläser «Echo vo de Bärenegg» pflegen vor allem den folkloristischen Musikstil, während der Kirchenchor die kirchlichen Auftritte wahrnimmt. Die 1895 gegründete «Musikgesellschaft Walchwil», die im neuen Musikschulhaus probt, spielt in Harmoniebesetzung und pflegt ein gemischtes Repertoire, welches Stile von traditioneller Blasmusik bis zur modernen Unterhaltungsmusik beinhaltet. Aus der Musikgesellschaft ist im frühen 20. Jahrhundert die «6er-Musik» entstanden, welche einen eigenen, traditionellen Musikstil verfolgt. Seit 2006 existiert eine weitere Kleinformation der Musikgesellschaft Walchwil: Die «Riviera-Band» pflegt ein gemischtes Repertoire, welches von alten Schlagern, über Dixieland bis zu modernen Rock-Rhythmen reicht.

### Fasnacht
Die Fasnachtsgesellschaft organisiert alle drei Jahre einen Fasnachtsumzug. Zudem wählt sie auf jeweils drei Jahre die Fasnachtoberhäupter («Hudivater» und «Vize-Hudivater»), der «Walachei» (fasnächtlicher Name von Walchwil). Die «Guggemusig Cheschtänärigler» pflegt die fasnächtliche Musik.

### Sportvereine
Das Angebot an Sportvereinen in Walchwil umfasst einen Bike-Club, einen Fussballclub, Turnvereine für Frauen, Männer, Kinder und Senioren, einen Tennisclub, einen Motorradclub sowie einen Militärschiessverein.

### Verschiedene
Die «Bärgtrichler» pflegen das traditionelle Chlausjagen, das jeweils am 5. Dezember stattfindet. Weitere Vereine in Walchwil sind der Blauring, die Pfadi und die Trachtentanzgruppe, die den traditionellen Volkstanz in den Walchwiler Trachten fördern.

## Bevölkerung
Einwohnerzahlen
- 3994 (Stand 31. Dezember 2024)

- Nach Nationalität
  - 63,5 % Schweizer
  - 36,5 % ausländische Staatsangehörige

- Nach Geschlecht
  - 2063 Männer (51,7 %)
  - 1931 Frauen (48,3 %)

- Bevölkerungsdichte: 208 Personen/km²

Konfessionen
- Römisch-katholisch: 38,7 %
- Evangelisch-reformiert: 10,7 %
- Unbekannt, konfessionslos und übrige Konfessionen: 50,6 %

## Persönlichkeiten
- Hans Hürlimann (1918–1994), Politiker: Kantons-, Regierungs- und Ständerat, Bundesrat
- Alois Hürlimann (1916–2003), Politiker: Gemeindepräsident, Kantons-, Regierungs- und Nationalrat
- Josef Enzler «Xander’s Seffel» (1884–1976), Musiker und Komponist von Blasmusikwerken
- Giorgio Avanti (* 1946), Maler und Autor